# Fuerte Quemado
Fuerte Quemado är en ort i Argentina.   Den ligger i provinsen Catamarca, i den norra delen av landet, 1 200 km nordväst om huvudstaden Buenos Aires. Fuerte Quemado ligger 1 838 meter över havet och antalet invånare är 444.
Terrängen runt Fuerte Quemado är varierad. Runt Fuerte Quemado är det mycket glesbefolkat, med 6 invånare per kvadratkilometer.. Närmaste större samhälle är Amaichá del Valle, 12,7 km öster om Fuerte Quemado.
Omgivningarna runt Fuerte Quemado är i huvudsak ett öppet busklandskap.